# 983 в Україні
983 в Україні — це перелік головних подій, що відбулись у 983 році на території сучасних українських земель. Також подано список відомих осіб, що народилися та померли в 983 році.

## Події
- Київський князь Володимир Святославич здійснив успішний похід проти ятвягів.

## Особи

### Народились

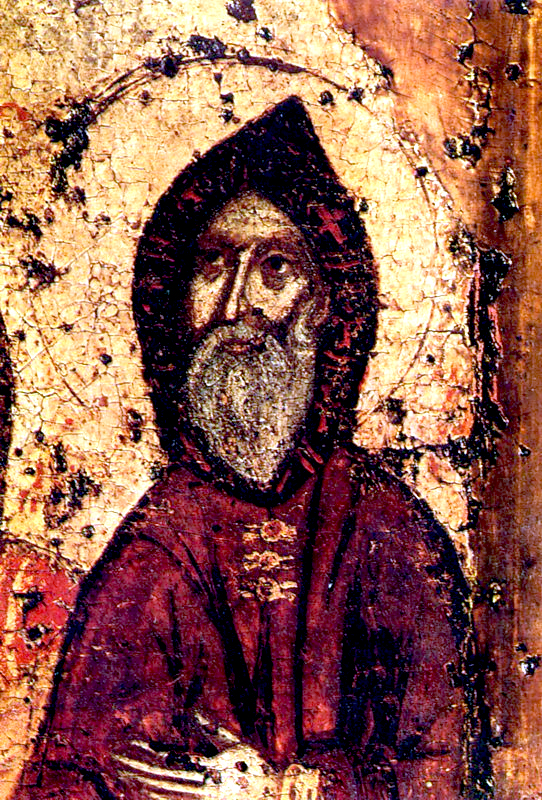
Фрагмент Свенської ікони Божої Матері

- Антоній Печерський, церковний діяч Русі-України, один із засновників Києво-Печерського монастиря і будівничий Свято-Успенського собору (пом 1073)[1][2];
- Все́волод Володи́мирович — перший князь володимирський (990—1008/1013). Представник династії Рюриковичів. Син київського князя Володимира Святославича від Рогніди (пом. до 1013).
- стислав Володимирович (Мстислав Хоробрий), князь чернігівський (1024—1036), тмутороканський (?-1024) з династії Рюриковичів; син князя Володимира Великого (пом. 1036).